# Horváth Csanád
Horváth Csanád (Sopron, 1965. július 16. –) magyar közgazdász, egyetemi docens, a közgazdaság-tudomány doktora, egyetemi oktató. Kutatási területe a versenyszabályozás, szavazáselmélet, a makrogazdaság, konjunktúrakutatás, előrejelzések. Született soproni lokálpatrióta.

## Élete
Az egykori Sopron vármegye székvárosából származik. 1983-ban érettségizett Sopronban a Berzsenyi Dániel Gimnáziumban jeles eredménnyel. Ezt követően orvosi, műszaki tudományokat tanul klerikálisként, de őseinek büszke múltja újabb pályára ösztökéli. A Soproni Egyetemen 2000-ben közgazdász diplomát szerzett, 2001-ben adószakértői, majd 2003-ban jogi egyetemi szakoklevél letéteményese lesz. 2006-ban PhD fokozatot szerez summa cum laude minősítéssel.
Kutatási területei: nemzetgazdasági politika, konjunkturális folyamatok, versenyszabályozás, állami szerepvállalások.